# Baloghia neocaledonica
Baloghia neocaledonica är en törelväxtart som först beskrevs av Spencer Le Marchant Moore, och fick sitt nu gällande namn av Mcpherson. Baloghia neocaledonica ingår i släktet Baloghia och familjen törelväxter. Inga underarter finns listade i Catalogue of Life.